# Władimir Kostin
Władimir Walerjewicz Kostin (ros. Владимир Валерьевич Костин; ur. 21 stycznia 1976 w Kyzyłorda) – kazachski łyżwiarz szybki. Uczestnik Zimowych Igrzysk Olimpijskich w 2002 roku.